# Zingiber cernuum
Zingiber cernuum là một loài thực vật có hoa trong họ Gừng. Loài này được Nicol Alexander Dalzell miêu tả khoa học đầu tiên năm 1852. Tên gọi thông thường trong tiếng Anh là curved-stem ginger, nghĩa là gừng thân cong.

## Phân bố
Loài này có tại tây nam Ấn Độ (các bang Maharashtra, Kerala và Karnataka). Loài này mọc trong rừng nửa thường xanh và rừng lá sớm rụng ẩm ướt, trên sáu vùng sinh thái ở tây nam Ấn Độ. Phạm vi cao độ của loài này được ước tính từ các dữ liệu bản đồ là nằm trong khoảng 300 đến 800 m. Nó ra hoa và tạo quả vào tháng 7-10. Nó được phát hiện là rất nhạy cảm với các noãn bào tử Phythium (gây bệnh thối mềm), trong các cuộc điều tra trên các họ hàng hoang dã của gừng được gieo trồng để cải thiện khả năng kháng bệnh của cây trồng. Loài này cũng được nghiên cứu về khả năng chống lại các loại sâu bệnh khác của gừng và đậu khấu. Các dấu hiệu AFLP cho thấy sự biến đổi di truyền cao ở loài này.

## Phân loại
Baker (1892) và Schumann (1904) đặt Z. cernuum trong tổ Cryptanthium.

## Hình ảnh

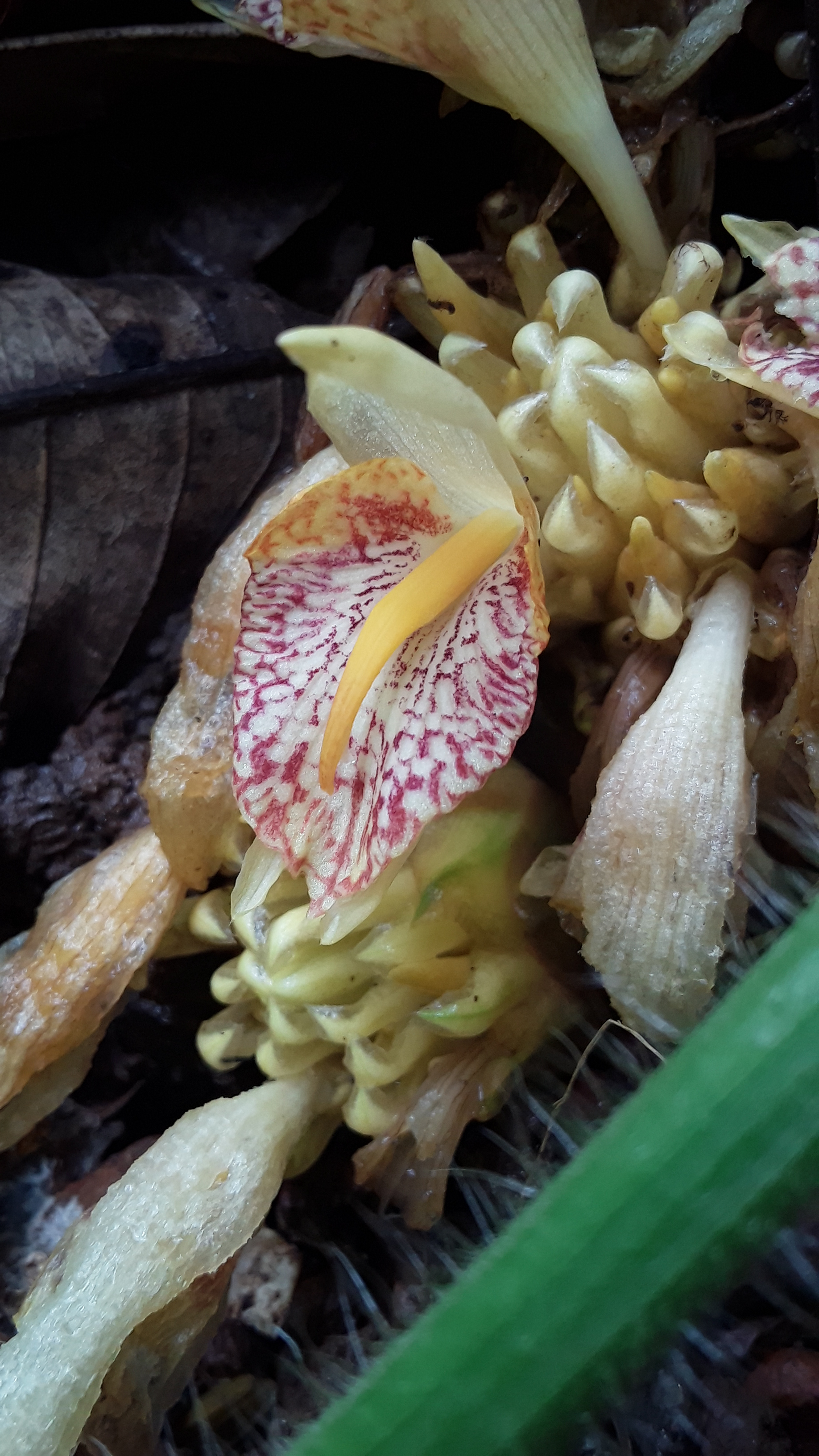
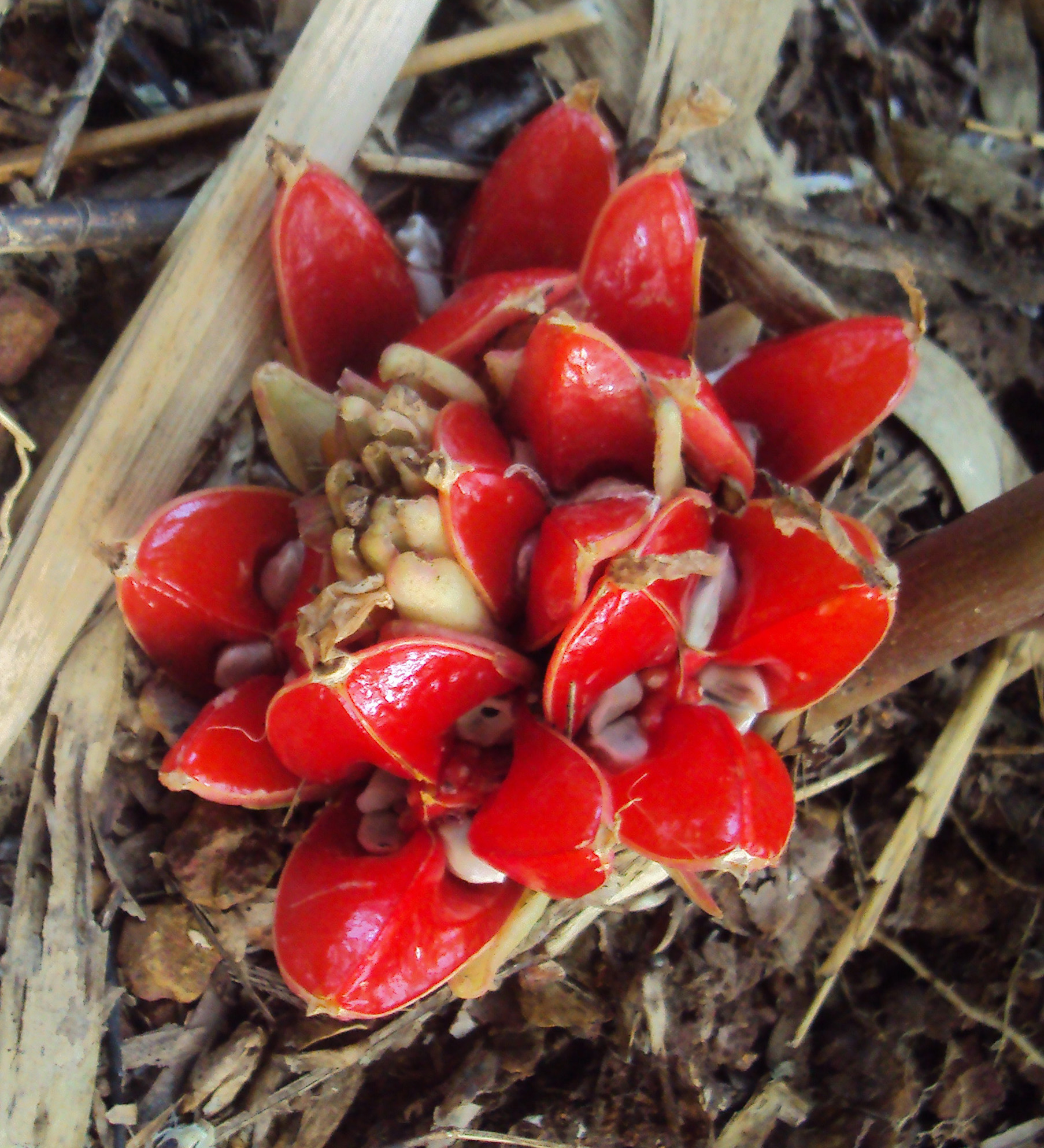
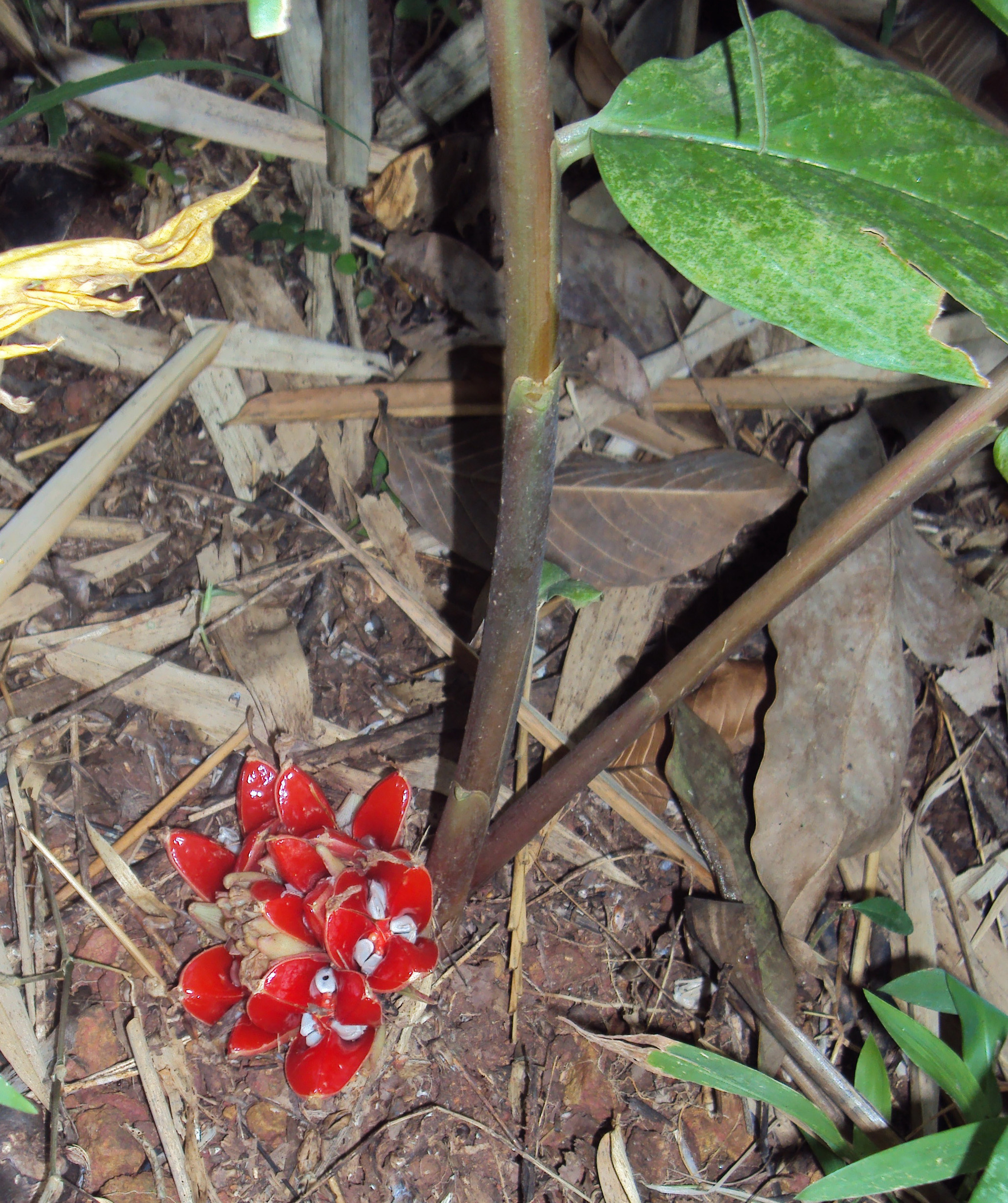
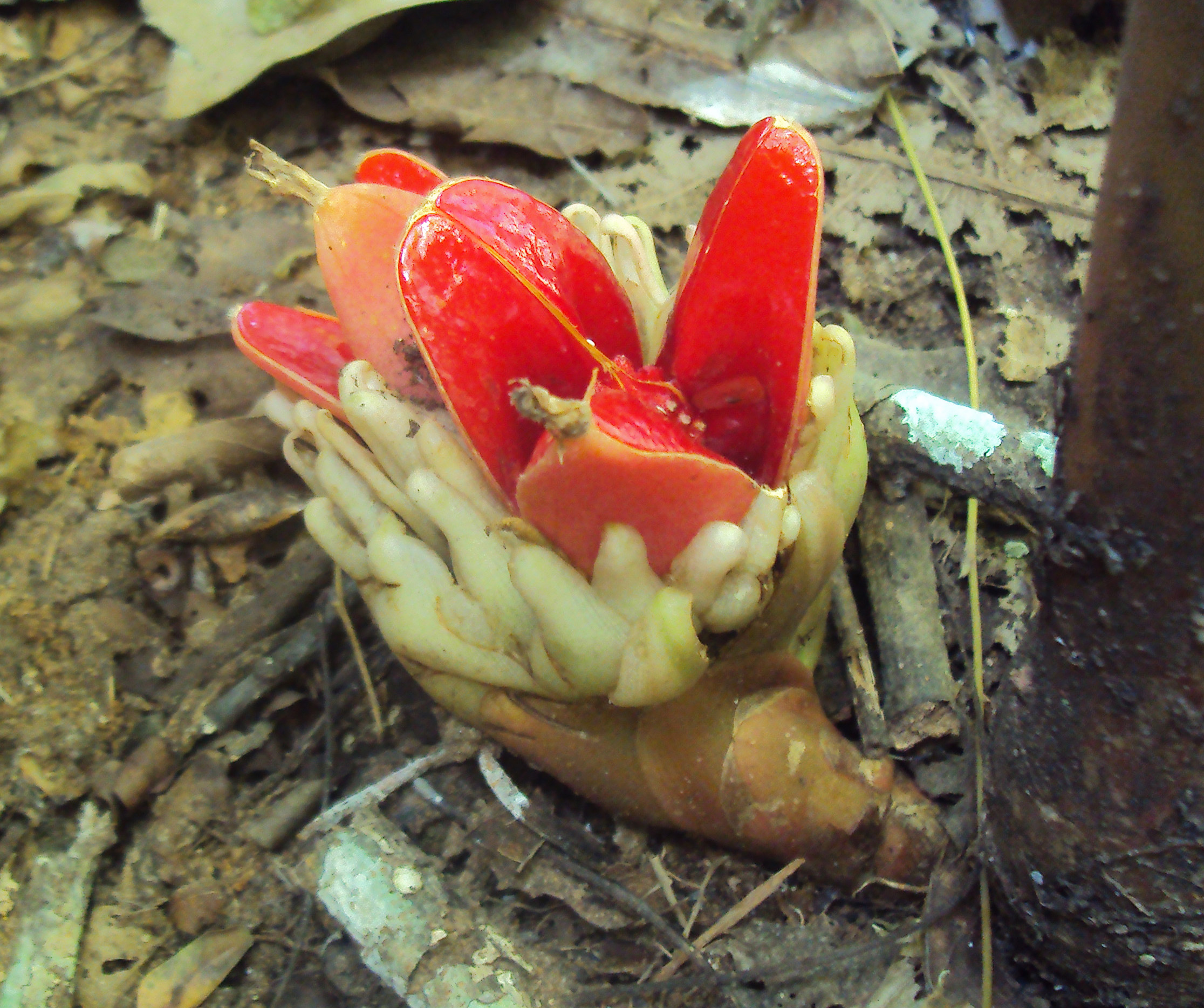
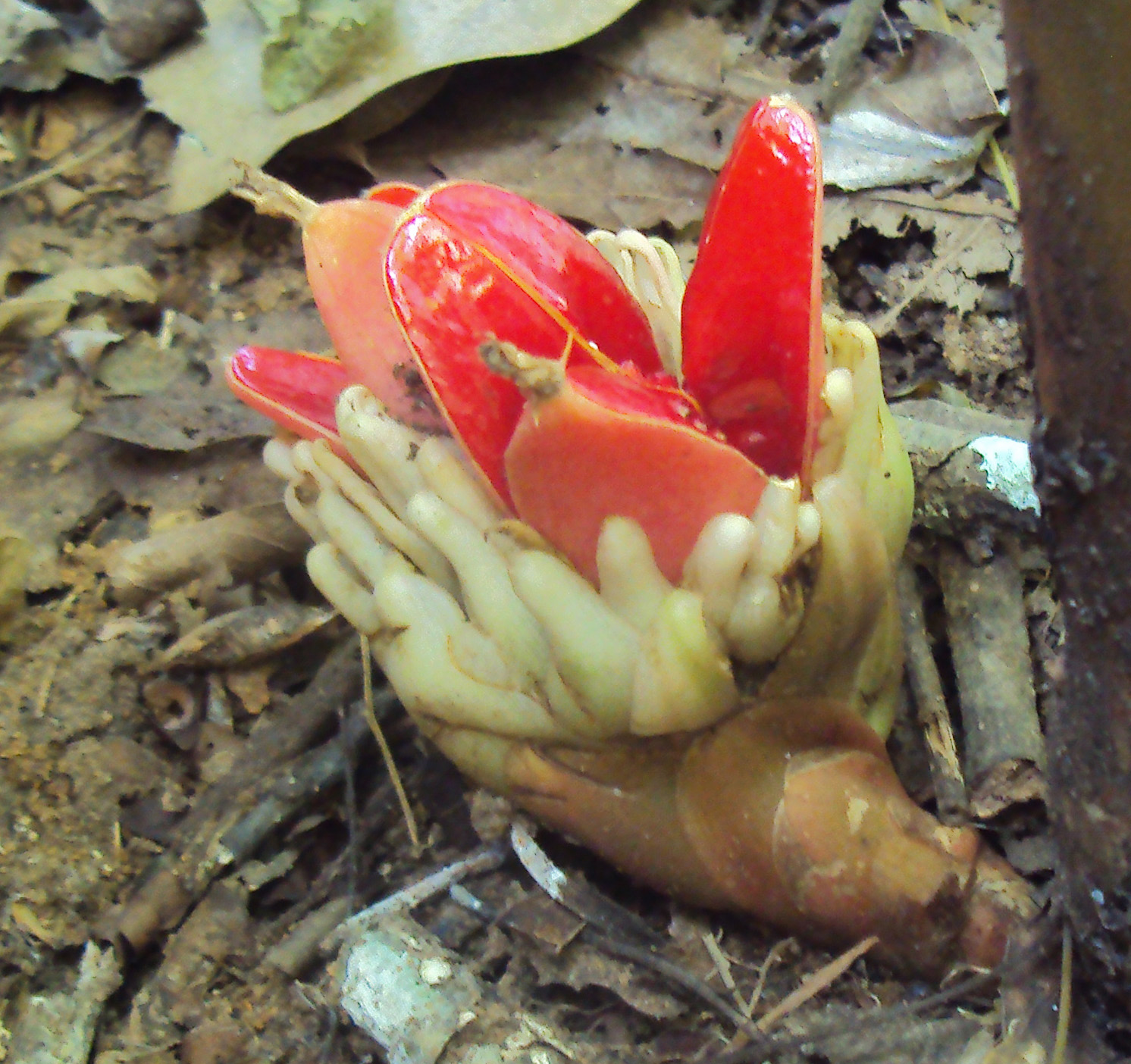
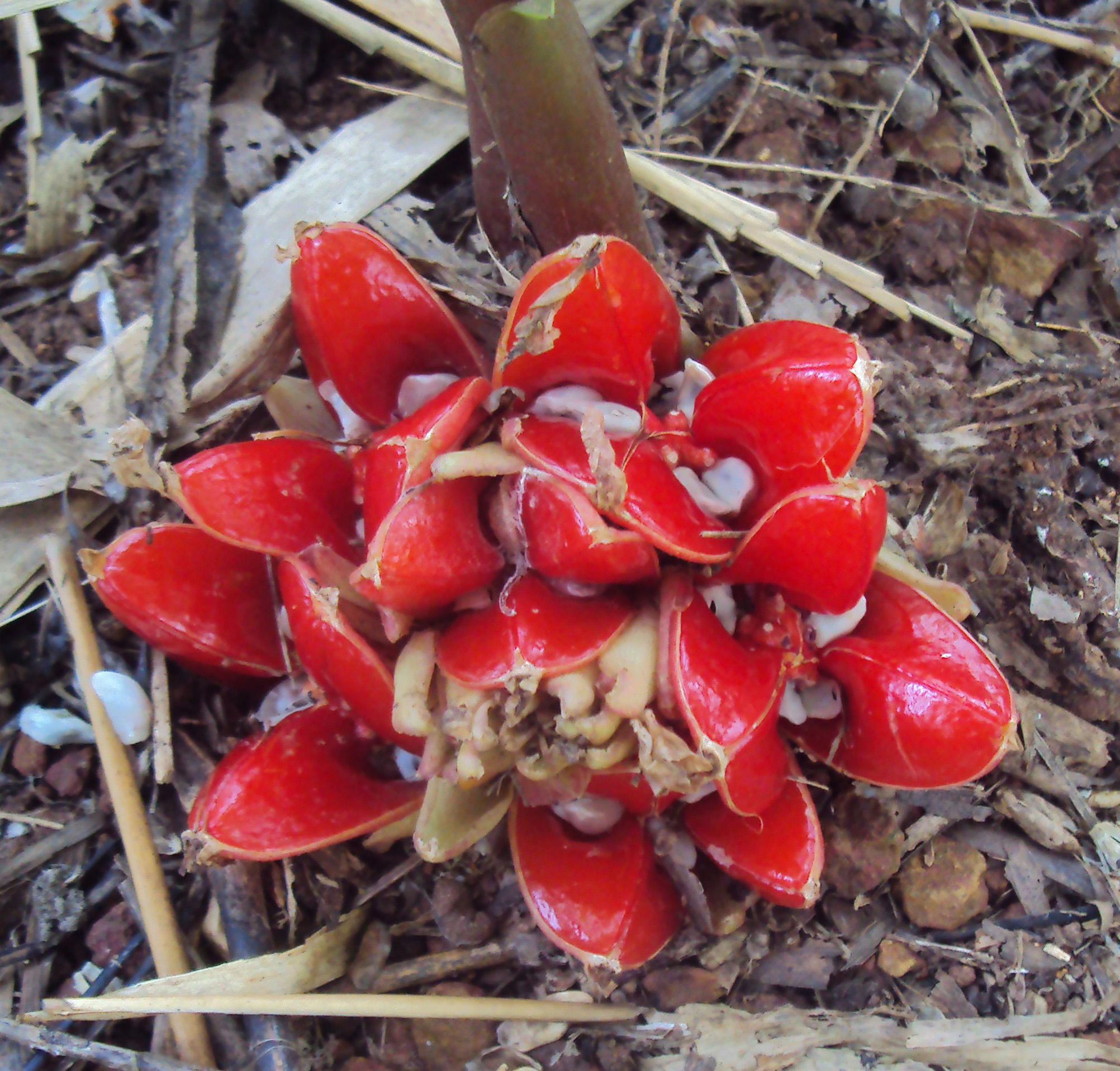

## Mô tả
Cây thảo lâu năm. Thân lá cao 80–200 cm, đỉnh luôn luôn cong, nhẵn nhụi, màu xanh lục sáng tươi. Phiến lá hình elip hẹp đến thuôn dài-hình mác, nhọn thon, đáy hẹp, hai mặt nhẵn nhụi, màu xanh lục tươi. Cành hoa bông thóc hình trứng tù tới elipxoit; cuống cụm hoa mọc trực tiếp từ thân rễ, rất ngắn, đỉnh chỉ hơi thò ra trên mặt đất. Lá bắc hình trứng hoặc thuôn dài tù màu vàng nghệ-xanh tươi, nhẵn nhụi mặt trong, chẻ 3 ngắn. Ống tràng dài gần bằng đài hoa, các thùy tràng hoa dài bằng nhau, màu vàng-vàng da bò. Cánh môi hình trứng ngược, 3 thùy, thùy giữa hình trứng, chẻ đôi sâu, màu lốm đốm trắng đỏ/tía/hồng, các thùy bên màu vàng pha đỏ/tía/hồng. Quả nang màu trắng ánh vàng, nhẵn. Hạt (chưa chín) màu đỏ, có sọc; áo hạt dạng màng, màu trắng.